# Arceau (architecture)
Pour les articles homonymes, voir Arceau (homonymie).

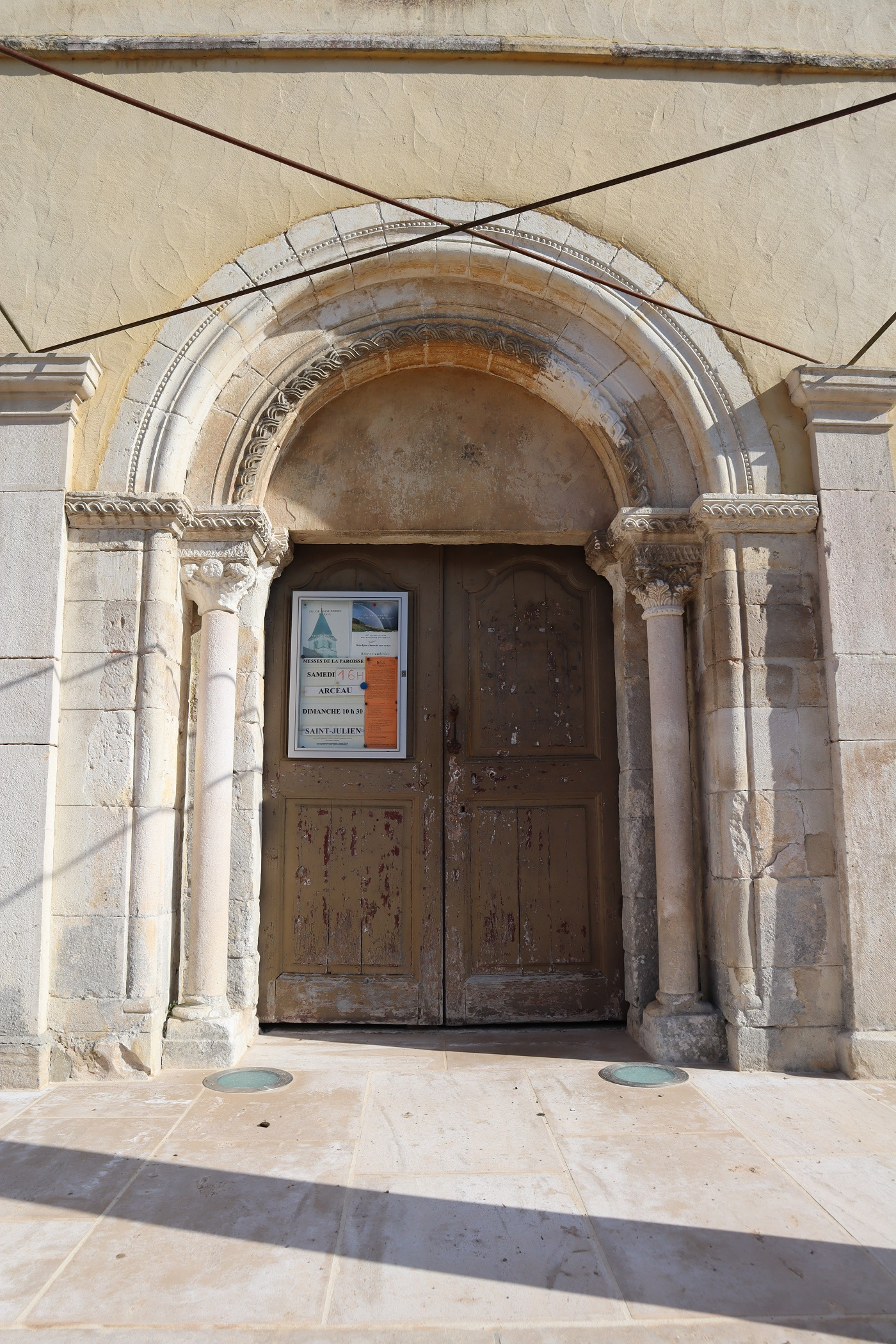
Arceau d'église, France

En architecture, un arceau désigne une courbure de voûte en berceau ou une petite voûte surbaissée d’un ponceau, ou de certaines portes et fenêtres.

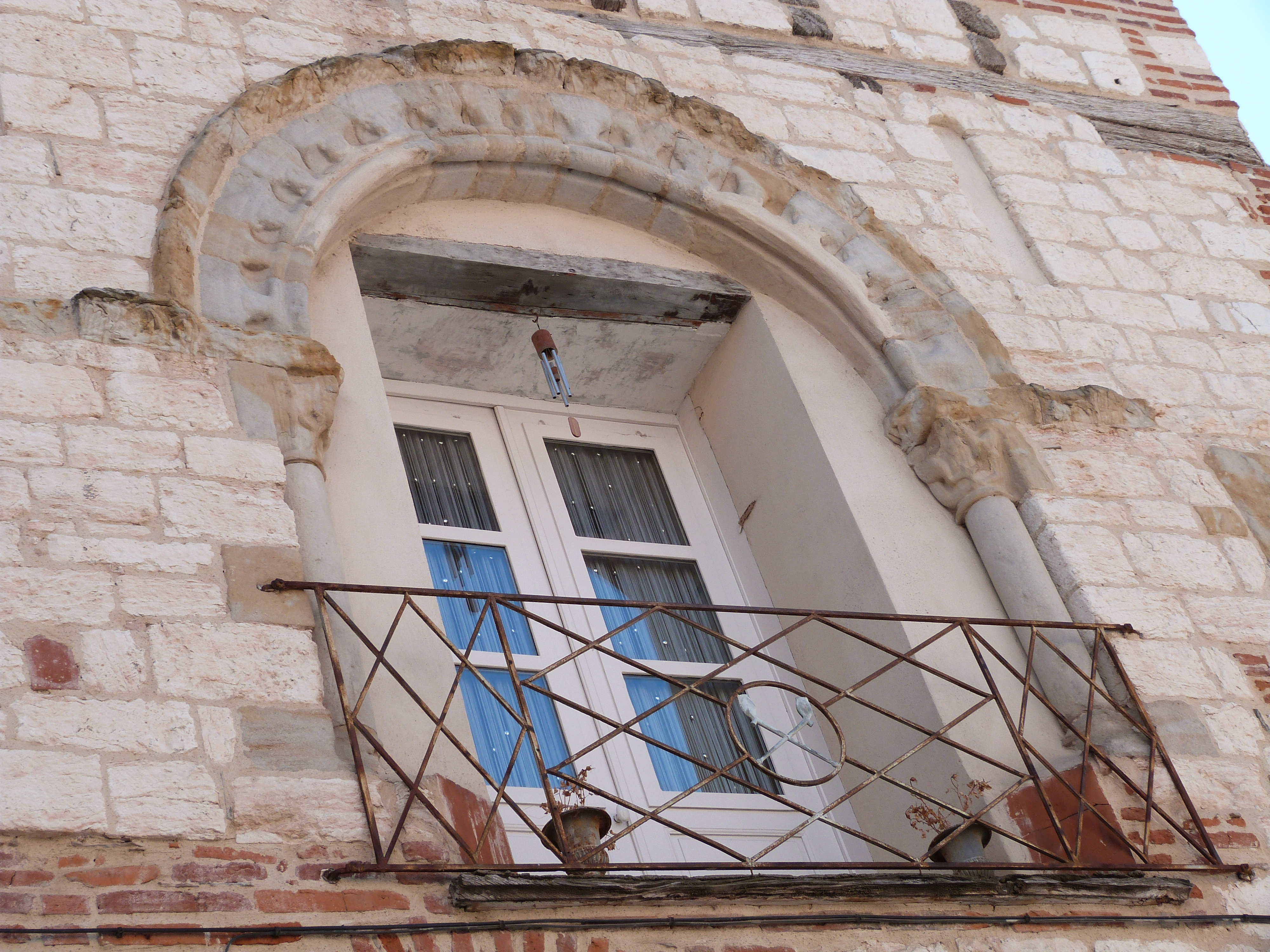
Arceau roman.
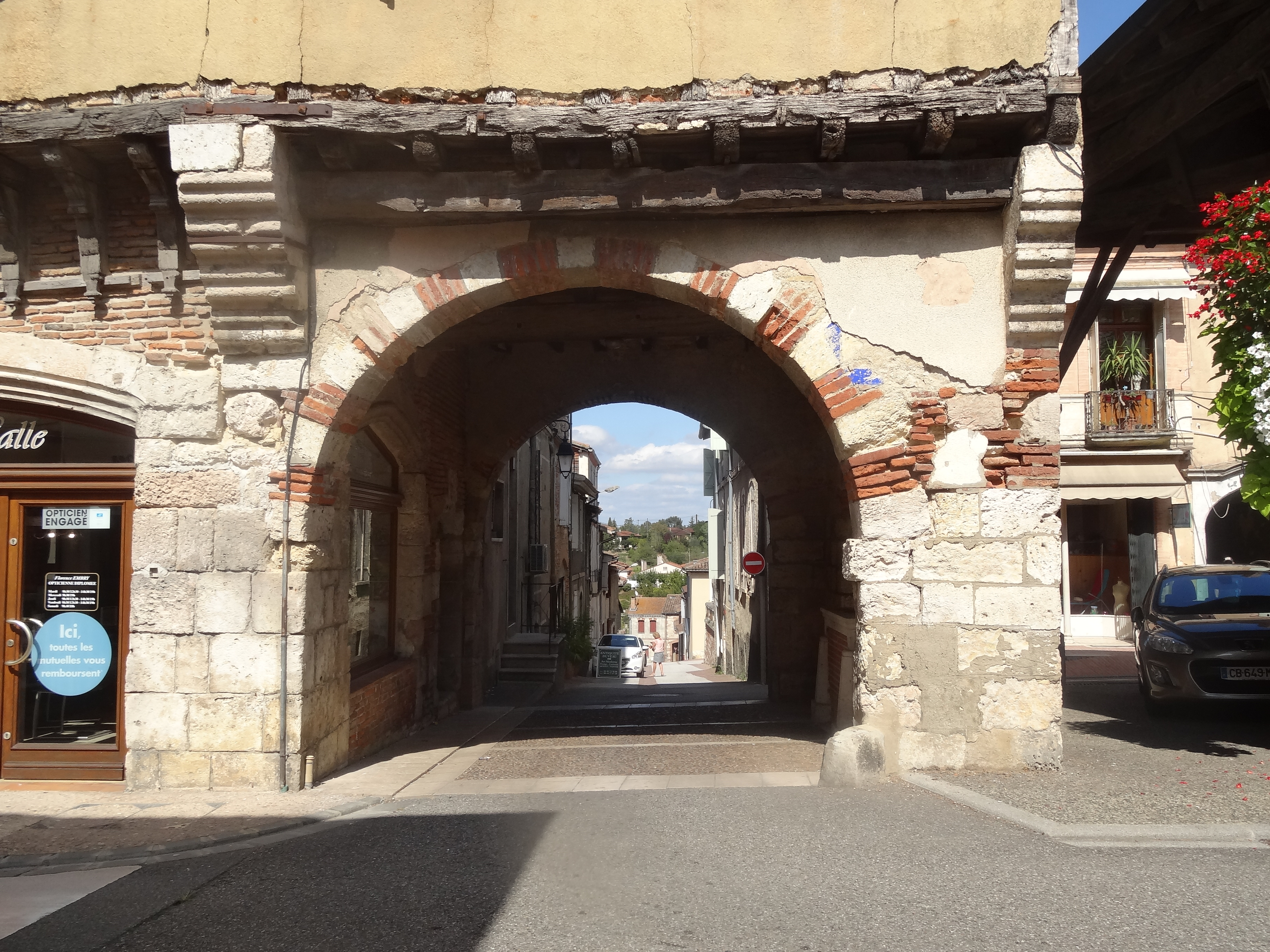
Rue de l'Arceau à Gimont.